# Tarazona
Tarazona este un oraș-municipiu din Spania, mai precis din provincia Zaragoza, Aragon. Este sediul diecezei romano-catolice din Tarazona.

## Istorie
În timpul Erei Romane, Tarazona era numită Turiaso. Orașul a cunoscut căderea Imperiului Roman și năvălirea vizigoților. Tarazona avea importanța locală în timpul dominației vizigote (Regat Vizigot de la Toledo). Casa monedei de Tirasona a functionat sub regii Recaredo, Gundemaro, Sisebuto și Suintila (586-631)..
După înfrângerea vizigotilor, Tarazona a devenit oraș musulman în secolul al VIII-lea. În timpul dominației islamice pâna la năvălirea almoravizilor, toate religiile au trăit împreună: creștini, evrei, musulmani. Cultura islamică este evidentă în acest oraș al Spaniei, care are arhitectură gotică, franceză, și în stilul Mudejar.
Tarazona a fost recucerită în 1119 de către Alfonso I de Aragon. A devenit sediul diecezei romano-catolice locale. După ce Alfonso I de Aragon moare în 1134, Tarazona devine un oraș situat la frontierele dintre Castilia, Navarra și Aragon. Astfel a căpătat importanță strategică. Catedrala din Tarazona a fost începuta în secolul al 12-lea și a fost sfințită in 1232. În timpul războiului La Guerra de los Dos Pedros, Catedrala a fost deteriorată. Castilienii au ocupat Tarazona timp de nouă ani.
Orașul a suferit o mare criză în timpul izgonirii Moriscosilor. Moriscos sunt locuitori ai Spaniei sau ai Portugaliei convertiți de către musulmani.
În secolul al XX-lea, Tarazona a devenit un producător important de chibrituri și textile, dar industriile respective au fost înlocuite de altele din 1980.
Orașul este o destinație turistică în prezent.

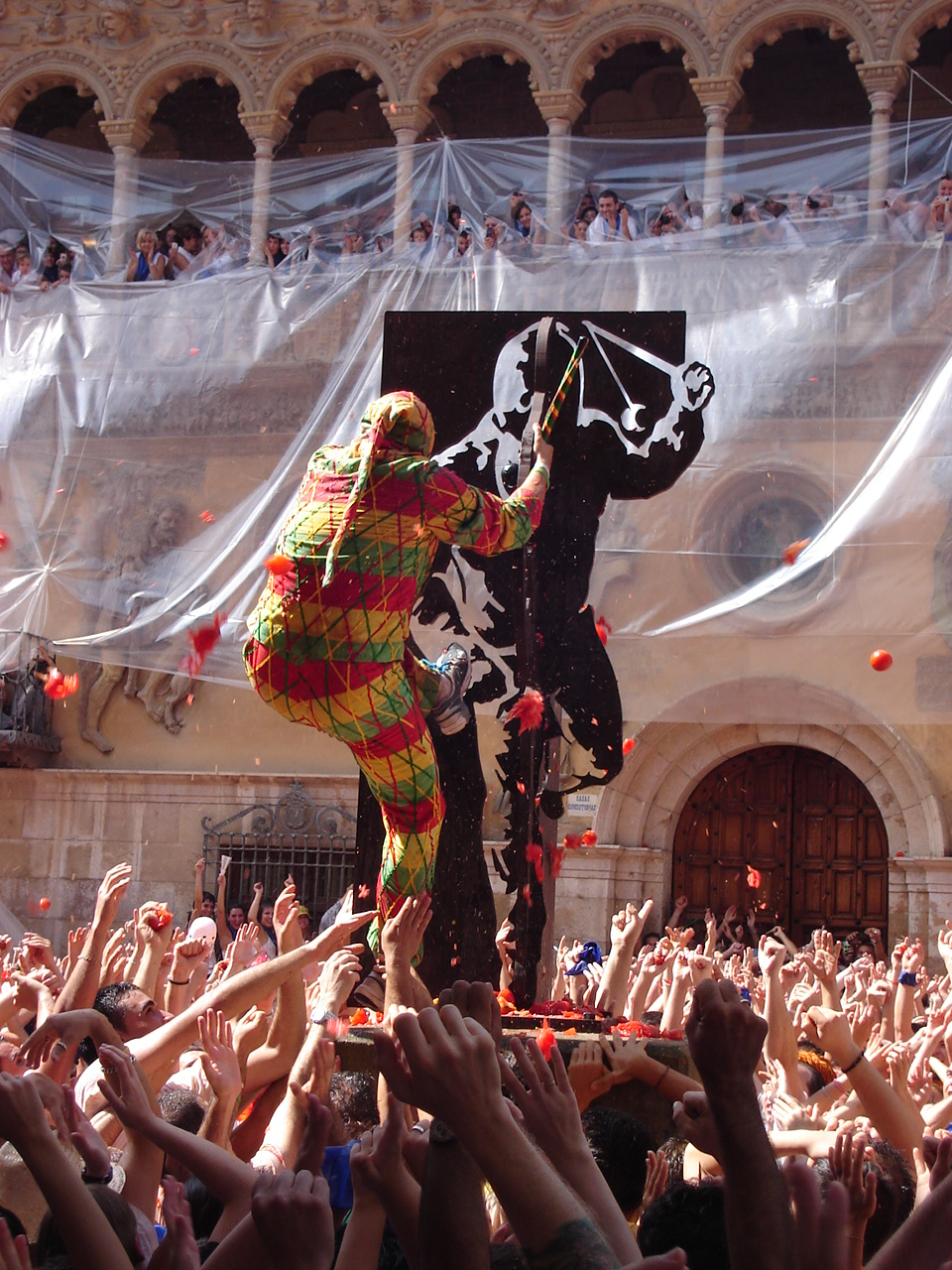
Sărbătoarea Cipotegato la Tarazona, în 2007